# Pasquale Carcani

Pasquale Carcani

Pasquale Marco Carcani, noto anche con lo pseudonimo di Sofista Pericalle (Napoli, marzo 1721 – Napoli, 12 novembre 1783), è stato un letterato, filologo e giureconsulto italiano.

## La nascita, l'infanzia e gli studi
Nipote del pittore Paolo De Matteis, Pasquale nacque da Marco Carcani e Maria Angela de Matteis a Napoli, ma la famiglia era originaria di "Gefunio, seu Junonis Fano in agro Picentinorum", ovvero Giffoni Valle Piana nel Principato Citra.
Ultimo di sei fratelli, a sette anni la madre si risposò con Onofrio Roseti. Venne quindi educato dal patrigno e dal fratello maggiore Domenico, mostrando una perspicacia non ordinaria.
Dopo aver studiato grammatica e retorica, iniziò gli studi matematici con il professore di fisica della Regia Università di Napoli Mario Lama e con suo fratello Nicola Maria Carcani (1716-1764), chierico dell'Ordine degli Scolopi e direttore del Collegio reale di San Carlo alle Mortelle. Studiò quindi l'allora dominante filosofia cartesiana e si dedicò spesso alla lettura delle opere aristoteliche in lingua originale, avendo imparato da autodidatta la lingua greca.
Studiò poi diritto civile e canonico con Marcello Papiniano Cusano. Con Pio Milante successivamente studiò teologia ed approfondì il diritto canonico.

## La carriera
Ancor giovane divenne membro dell'Accademia Cosentina.
All'età di ventuno anni venne a mancare suo fratello Domenico e Pasquale si dedicò prima alla giurisprudenza e poi alla politica, non tralasciando però la letteratura che rimase sempre la sua passione.
Ebbe modo di dedicarsi alla letteratura anche grazie all'avvocato Girolamo Pandolfelli, giureconsulto e filologo, che in casa propria ospitava gli incontri dell'Accademia degli Emuli, a cui prendevano parte i migliori letterati dell'epoca. In questi incontri Pasquale prese il soprannome di Sofista Pericalle.
Nel 1755 venne prescelto come uno dei quindici membri dell'Accademia Ercolanese e successivamente ne assunse anche il ruolo di segretario perpetuo. Mantenne tali cariche fino alla morte.
Per circa un ventennio, dal 1759 al 1776, fu il braccio destro del marchese Bernardo Tanucci, segretario di stato della casa reale durante il regno di Carlo III, il quale lo nominò ufficiale della segreteria degli affari esteri e della real casa, lo coinvolse nelle più importanti faccende e si avvalse di lui negli affari più segreti e astrusi.
Morì il 12 novembre 1783 a Napoli.

## Opere di Carcani
- Le Antichità di Ercolano
- Componimenti vari per la morte di D. Domenico Jannacone